# سلام بول
سلام بول (بالإنجليزية: Slamball)‏ هي شكل من أشكال رياضة كرة السلة حيث يوجد 4 منطات أمام كل شبكة ويعتبر اللعب الخشن جزء من اللعبة مثل كرة القدم الأمريكية وهوكي الجليد.بدأت اللعبة في 1999.